# Strupina (Pologne)
Pour l’article homonyme, voir Strupina.
Strupina est une localité polonaise de la gmina de Prusice, située dans le powiat de Trzebnica en voïvodie de Basse-Silésie.

## Histoire
De 1742 à 1945, Stroppen fait partie de l'arrondissement de Trebnitz dans le district de Breslau au sein de la province de Silésie.